# Delta Boötis
Delta Boötis (Princeps, 49 Boötis) é uma estrela na direção da constelação de Boötes. Possui uma ascensão reta de 15h 15m 30.10s e uma declinação de +33° 18′ 54.4″. Sua magnitude aparente é igual a 3.46. Considerando sua distância de 117 anos-luz em relação à Terra, sua magnitude absoluta é igual a 0.69. Pertence à classe espectral G8III.